# ضريح بنشو
ضريح بنشو (واسمه الرسمي ضريح إيرل درم) نصب تذكاري بهيئة معبد يوناني قديم على تلة بنشو في قصبة مدينة سندرلاند الحضرية في شمال شرق إنجلترا. تقع قرب قرية بنشو، بين بلدتي واشنطن وهوتون لي سبرينغ في مقاطعة درم التاريخية. بُني الضريح بين 1844 و1845 إحياء لذكرى جون لامبتون، أيرل درم الأول (1792- 1840)، الحاكم العام لأمريكا الشمالية البريطانية ومؤلف تقرير درم عن الحكم المستقبلي للأراضي الأمريكية. تمتلكه مؤسسة التراث القومي منذ 1939، وهو بناء مُدرج من الدرجة الأولى.
صمم الضريح جون وبنجامين غرين وبناه توماس برات من بيشوبويرماوث مستخدمًا الحجر الرملي الخشن بكلفة بلغت تقريبًا 6000 جنيه استرليني؛ وجُمع المال من التبرعات. في 28 أغسطس 1844، عندما كان مكتملًا جزئيًا، وُضع حجر أساسه على يد توماس دونداس، أيرل زيتلاند الثاني، في طقس ماسوني جذب عشرات آلاف المشاهدين. بُني على غرار معبد هيفيستوس بأثينا، فكان معبدًا رباعيًا من النظام الدوري، بثمانية عشر عمودًا -سبعة على امتداد جانبيه الأطول وأربعة على امتداد الأقصر- وبلا سقف أو مقدس (حجرة داخلية).
يضم أحد الأعمدة درجًا لولبيًا يؤدي إلى ممر دريئة على امتداد المَعْمَد. أُغلق الدرج في وجه العامة عام 1926، بعد أن سقط صبي عمره خمسة عشر عامًا من سطح الضريح وتوفي. تدهور البناء في ثلاثينيات القرن العشرين وسُيج، ثم جرى إصلاحه في 1939. خضع منذ ذلك الحين للمزيد من الترميم، بما في ذلك عملًا موسعًا عام 1979 فُكك فيه جانبه الغربي. أُضيئ إضاءة غامرة منذ 1988، وغالبًا ما يُضاء بألوان مختلفة للاحتفال بالمناسبات الخاصة. بدأت مؤسسة التراث القومي بتقديم جولات تحت إشرافهم في المعبر عام 2011.
ضريح بنشو معلم محلي، يُرى من بعُد 80 كيلومتر (50 ميل). يظهر على شعار نادي سندرلاند أيه. إف. سي. ويُعد وطنيًا رمزًا للشمال الشرقي. أُشيد بعظمته وبساطته والأهمية الرمزية لتصميمه، ولا سيما عند رؤيته من مسافة بعيدة. لكن النقاد قالوا إنه سيئ البناء ويفتقر إلى الغاية، وشجبت صحف العمارة من القرن التاسع عشر افتقاره للسقف وخواء أعمدته وجدرانه. لا يقدم أي تصوير للرجل الذي يكرّمه، وشاع وصفه على نطاق واسع بأنه جنونية.

## موقعه
ينتصب ضريح بنشو على الحافة الجنوبية الغربية لقمة تلة بنشو، وهي أكمة أوراسية بارتفاع 136 مترًا (446 قدمًا) تشكلت بسبب تآكل منحدر من هضبة ماغنيسيان لايمستون بدرم. تبلغ مساحة الأراضي التي تملكها مؤسسة التراث القومي في الموقع 18 هكتارًا (44 فدانًا) بما في ذلك 12 هكتارًا (30 فدانًا) من غابة شجرية نفضية إلى غرب الضريح. تنقسم الغابة إلى مزرعة داوسون في الشمال وغابة بنشو في الجنوب. يعد مجلس مدينة سندرلاند قمة التلة والغابة مواقع ذات أهمية للوقاية الطبيعية.
يمكن بلوغ مرأب الضريح من شارع تشيستر (الطريق A183)، تقود ثلاثة مسارات مشاة من المرأب إلى الضريح، والذي يمكن بلوغه أيضًا من غرايمستون بانك في الشمال الغربي وهيل لين في الجنوب. تعطي قائمة التراث الوطني الإنجليزية الضريح العنوان القانوني هيل لين، لكن مجلس مدينة سندرلاند يعدّ العقار على أنه في شارع تشيستر. لم تطرأ إلا تغييرات قليلة على الموقع منذ بناء الضريح، على الرغم من إضافة اليافطات والأسوار والأضواء الغامرة، وتحسين مؤسسة التراث القومي لمسارات المشاة. ثمة نقطة تثليث لمصلحة الخرائط إلى غرب الضريح.
يستقبل الموقع أكثر من 60.000 زائر في العام، أناس يأتون ليزوروا الضريح، أو يستبدعوا المشاهد، أو يمارسوا المشي أو الهرولة أو التصوير الفوتوغرافي. أضافت المؤسسة شعار هواية العثور على المخابئ. يقام بولنغ بنشو، وهو مسابقة دحرجة بيضة الفصح للأطفال، على التلة كل خميس أسرار، وهذا تقليد عمره أكثر من قرن. التلة مشهورة أيضًا بليلة البون فاير واحتفالات رأس السنة.
كانت المنطقة المحيطة به صناعية في السابق، لكنها الآن أرض صالحة للزراعة في معظمها. الموقع في قسم شايني رو، وهو في الجنوب الغربي من سندرلاند، والشمال الشرقي من تشيستر لي ستريت، والجنوب الشرقي من بلدة واشنطن، وشمال هوتون لي سبرينغ. إلى الشمال يقع مركز واشنطن ويتلاند بإدارة مؤسسة الطيور البرية والمناطق الرطبة، وإلى الجنوب متنزه ريف هيرينغتون. يُرى الضريح من مسافة 80 كيلومترًا (50 ميلًا) في يوم مشمس، ويُرى من الطريق A1، ويمكن أحيانًا رؤية تلال تشيفيوت في نورثمبرلاند والبرج المركزي في كاتدرائية درم، بالإضافة إلى البحر.

### تاريخ الموقع
ثمة أدلة تشير إلى أن تلة بنشو ربما كانت حصن تلة من العصر الحديدي، فقد جرى التعرف على بقايا ما يمكن أن تكون متاريسًا في الموقع، والإطلالات الواسعة للتلة تجعلها موقعًا استراتيجيًا نافعًا لحصن. في مارس 1644، في خلال الحرب الأهلية الإنجليزية الأولى، لعبت التلة دور معسكر حربي لجيش من أنصار العهد الوطني الاسكتلندي الذين فروا بعد هجوم فاشل على نيوكاسل قبل معركة بولدون هيل. التلة مرتبطة بأسطورة تنين لامبتون، وهي أغنية فولكلورية كتبها سي. إم. ليومين في 1867 تصف تنينًا يلف نفسه «عشرة مرات على تلة بنشا». التلة موقع لمقلع حجر جيري في مزرعة داوسون، وهي موقع مخصص له أهمية علمية خاصة، واستمرت الزراعة واقتلاع الحجارة في الأراضي المجاورة بعد بناء النصب التذكاري. 
تقع ملكية الأرض على الحافة الشمالية الشرقية لبلدة بنشو التاريخية، والقرية الأصلية على بعد نحو 0.5 كيلومترًا (0.31 ميلًا) من النصب التذكاري. بعد افتتاح بنشو كولييري في 1792، أُسست قرية منجم فحم إلى الجنوب الغربي من القرية الأصلية، وتُعرف اليوم باسم بنشو الجديدة. ورد أقدم ذكر لبنشو في بولدون بوك عام 1183، حيث ذُكر أن ويليام باسيت استأجرها من جوردان دي إيسكولاند، ولاحقًا جوردان دي دالتون. يتضمن الملاك السابقون للناحية عائلتي بويس ليون ولامبتون. نُقلت الأرض التي يقوم عليها الضريح في النهاية إلى أملاك فين تيمبيست ستيوارت وصارت ملكًا لتشارلز فين، مركيز لندنيري الثالث، الذي منحها هدية لبناء الهيكل.